# 冰核丘国家地标
冰核丘国家地标（英語：Pingo National Landmark）位于加拿大西北地区，旨在保护图克托亚图克附近的八座冰核丘。